# Project Runway
Project Runway (Projekt Laufsteg) ist eine US-amerikanische Castingshow mit Schwerpunkt Modedesign. Die Sendung wurde in den ersten sechzehn Staffeln von Heidi Klum moderiert. Mit der siebzehnten Staffel übernahm Karlie Kloss die Moderation.

## Inhalt
Die Teilnehmer treten gegeneinander an, indem sie ihre Kleidung vorstellen, die nach einem vorgegebenen Motto und Material (z. B. Jeans) innerhalb einer bestimmten Zeit hergestellt werden müssen. Die Designs werden von Models auf einem Laufsteg präsentiert und von einer Jury bewertet. Jede Woche werden ein oder mehrere Teilnehmer herausgewählt. Als Gewinne winkten in der vierten Staffel ein Artikel in Elle, ein Startguthaben von 100.000 US$ für den Aufbau einer eigenen Marke sowie ein Auto.
Die vorgegebenen Design-Themen variieren zwischen dem Design für eine bestimmte Person, z. B. Sasha Cohen, oder die Miss USA Tara Conner, aber es werden auch Vorgaben gemacht wie ein Design für eine Modemarke zu entwerfen, etwa Banana Republic oder Macy’s oder ein allgemeines Thema wie Cocktail-Party. Die Zeitvorgabe liegt in der Regel zwischen einem halben bis zu drei Tagen. Sobald der Abgabetermin erreicht ist, müssen die Teilnehmer die Models dekorieren und auch Frisur und Make-up auswählen. Nach der Präsentation der Modelle bewertet die Jury jedes Design und interviewt anschließend den Designer. Den Verlierer verabschiedet Heidi Klum am Ende der Sendung auf Deutsch mit „Auf Wiedersehen“.

## Mitwirkende
| Staffel | Juroren          | Juroren       | Juroren           | Juroren            | Mentor              |
| ------- | ---------------- | ------------- | ----------------- | ------------------ | ------------------- |
| 1       | 0Heidi Klum0     | 0Nina Garcia0 | 0Michael Kors 10  |                    | 0Tim Gunn0          |
| 2       | 0Heidi Klum0     | 0Nina Garcia0 | 0Michael Kors 10  |                    | 0Tim Gunn0          |
| 3       | 0Heidi Klum0     | 0Nina Garcia0 | 0Michael Kors 10  |                    | 0Tim Gunn0          |
| 4       | 0Heidi Klum0     | 0Nina Garcia0 | 0Michael Kors 10  |                    | 0Tim Gunn0          |
| 5       | 0Heidi Klum0     | 0Nina Garcia0 | 0Michael Kors 10  |                    | 0Tim Gunn0          |
| 6       | 0Heidi Klum0     | 0Nina Garcia0 | 0Michael Kors 10  |                    | 0Tim Gunn0          |
| 7       | 0Heidi Klum0     | 0Nina Garcia0 | 0Michael Kors 10  |                    | 0Tim Gunn0          |
| 8       | 0Heidi Klum0     | 0Nina Garcia0 | 0Michael Kors 10  |                    | 0Tim Gunn0          |
| 9       | 0Heidi Klum0     | 0Nina Garcia0 | 0Michael Kors 10  |                    | 0Tim Gunn0          |
| 10      | 0Heidi Klum0     | 0Nina Garcia0 | 0Michael Kors 10  |                    | 0Tim Gunn0          |
| 11      | 0Heidi Klum0     | 0Nina Garcia0 | 0Zac Posen 20     | 0Rachel Roy 30     | 0Tim Gunn0          |
| 12      | 0Heidi Klum0     | 0Nina Garcia0 | 0Zac Posen 20     |                    | 0Tim Gunn0          |
| 13      | 0Heidi Klum0     | 0Nina Garcia0 | 0Zac Posen 20     |                    | 0Tim Gunn0          |
| 14      | 0Heidi Klum0     | 0Nina Garcia0 | 0Zac Posen 20     |                    | 0Tim Gunn0          |
| 15      | 0Heidi Klum0     | 0Nina Garcia0 | 0Zac Posen 20     |                    | 0Tim Gunn0          |
| 16      | 0Heidi Klum0     | 0Nina Garcia0 | 0Zac Posen 20     |                    | 0Tim Gunn0          |
| 17      | 0Karlie Kloss 40 | 0Nina Garcia0 | 0Brandon Maxwell0 | 0Elaine Welteroth0 | 0Christian Siriano0 |
| 18      | 0Karlie Kloss 40 | 0Nina Garcia0 | 0Brandon Maxwell0 | 0Elaine Welteroth0 | 0Christian Siriano0 |
| 19      |                  | 0Nina Garcia0 | 0Brandon Maxwell0 | 0Elaine Welteroth0 | 0Christian Siriano0 |

Anmerkungen:

## Produktion
Die Sendung wurde bis zur fünften Staffel von der NBC-Tochter Bravo Television Network gesendet, im Jahr 2009 wanderten die Ausstrahlungsrechte für die sechste Staffel im Jahr 2009 an das Lifetime Television Network. Ein längerer Rechtsstreit aufgrund des Wechsels wurde im April nach der Zahlung einer Summe in unbekannter Höhe beigelegt.
Im Mai 2018 wurde bekannt, dass die Lizenzen der Sendung mit der 17. Staffel zurück zum Sender Bravo gehen werden. Im September 2018 wurde bestätigt, dass Heidi Klum und Tim Gunn nicht für eine weitere Staffel zurückkehren werden, da diese sich für ein neues Format bei Amazon Video verpflichteten.

## Ausstrahlung
Der deutsche Pay-TV-Kanal The Biography Channel zeigte ab dem 25. März 2011 die 7. Staffel der Serie erstmals auch im deutschen TV. Zuvor strahlte der Sender bereits die 4., 5. und 6. Staffel unter dem Namen „Project Runway – Designer gesucht!“ aus. Ab dem 16. März 2010 wurde die 4. Staffel auf dem Free-TV-Sender VIVA wiederholt.
Inzwischen veröffentlichte der Streaminganbieter Netflix die zehnte Staffel mit deutschen Untertiteln im deutschsprachigen Raum.

## Resonanz
Die Show war 2006 und 2007 für den Emmy im Bereich Reality-TV-Sendung und im Jahr 2009 im Bereich Reality-TV-Wettbewerb nominiert.